# Chiesa anglicana (Bagni di Lucca)
La chiesa anglicana o chiesa inglese è un luogo di culto sito in via Whipple a Bagni di Lucca, a 300 m dal cimitero inglese.

## Storia e descrizione
La storia della Chiesa Inglese di Bagni di Lucca si intreccia a quella della comunità di lingua inglese, e culto anglicano, formatasi sul territorio e incrementatasi durante l’Ottocento. Una delle cause principali per la sua formazione fu la presenza sul territorio delle acque e cure termali, attestate fin dal Trecento e calamita per la villeggiatura di nobili italiani ed europei.
La così ingente presenza di inglesi sul territorio è da attribuire anche alla residenza, proprio a Bagni di Lucca, del Luogotenente Colonnello Henry Stisted e della moglie Elisabeth Clotilde Stisted. Stisted (nato a Folkestone, nel Kent, nel 1786) era stato insignito dal Duca Carlo Ludovico di Borbone, nel 1837, della Croce di 2ª classe dell’Ordine di S. Giorgio al merito, per aver preso parte, tra le molte, anche alla decisiva battaglia di Waterloo, contro Napoleone. 
Tramontato definitivamente il periodo napoleonico e scesa la pace sull’Europa, il Colonnello si era trasferito nell’isola di Anglesey, dove aveva acquistato dei vasti fondi agricoli; era sorto in lui, tuttavia, il desiderio di stabilirsi nelle “terre del sud”. Con il completo appoggio della moglie, il 20 settembre del 1827, i due, insieme a due nipotine, salparono quindi da Dover per raggiungere l’Italia. Nell’estate del 1834 arrivarono nel Ducato di Lucca, per poi stanziarsi definitivamente a Bagni di Lucca. La loro abitazione, l'attuale Villa Barbagli, costruita dall'architetto lucchese Lazzarini, non tardò a divenire un importante centro di aggregazione per una crescente comunità inglese. La presenza di questi personaggi di prestigio rese infatti Bagni di Lucca una meta conosciuta per i giovani aristocratici, soprattutto anglofoni, che intraprendevano il Grand Tour; talvolta, la Valle del Serchio veniva scelta come meta fissa per le vacanze estive o, addirittura, per stanziarvisi, una volta convogliati a nozze.
Dopo anni di dimora a di Bagni di Lucca, i coniugi cominciarono a lamentare al ducato lucchese di essere costretti a trascurare il culto per la mancanza di una cappella di rito anglicano e di un pastore permanente. Nell’estate del 1838 fu compiuto un primo passo: al Reverendo George Robbins, cappellano della comunità inglese di Pisa, venne dato l’incarico permanente di risiedere a Bagni di Lucca nei mesi estivi, per svolgere le funzioni religiose. Il luogo di culto non esisteva ancora e le funzioni venivano svolte nella sala di un albergo, probabilmente l’allora Albergo Pellicano, che però i fedeli trovavano chiassosa, piccola e molto cara. 
Nel settembre del 1839 i coniugi Stisted costituirono un comitato di 12 membri che, dopo aver raccolto 565 scudi, procedette alla nomina di un ulteriore comitato ristretto di 4 persone, incaricate di richiedere l’autorizzazione per la costruzione di un luogo di culto, scegliere il terreno e scegliere l’architetto per la chiesa. La richiesta dovette affrontare diverse difficoltà. Le obiezioni più forti derivavano dal sospetto che gli inglesi volessero questo edificio per fare opera di proselitismo fra la popolazione del luogo. 
Le speranze risiedevano soprattutto nel fatto che il Duca Cardo Ludovico di Borbone aveva già concesso una autorizzazione simile ai mercanti inglesi di Livorno, dimostrando un crescente spirito di tolleranza. 
Il permesso venne concesso solo nell’estate del 1839, dopo una forte opposizione da parte dell’allora arcivescovo di Lucca Monsignor Giovan Domenico Stefanelli, che volle imporre un'insindacabile condizione: l’edificio non avrebbe dovuto avere l’aspetto di una chiesa. All’architetto Giuseppe Pardini venne infatti commissionata la progettazione di una "English House", definita anche un "Palace for the English Nation". Pardini rispettò le disposizioni impartite, progettando un edificio in stile gotico-normanno che ricorda una chiesa solo per il piccolo portico all’entrata, in stile neogotico. L'architetto si impegnò comunque a fondo nella decorazione, in particolare per quanto riguarda gli inserti in cotto, che furono realizzati da una manifattura di Lucca (forse la stessa che aveva già curato le decorazioni presenti all’interno del Casinò dei Giuochi di Bagni di Lucca).
All'interno, la chiesa ha una pianta ad aula, con affreschi e lapidi riportanti preghiere, il tutto incorniciato da un pattern raffigurante il giglio borbonico. Vi fu posto anche un piccolo fonte battesimale, conservatosi fino a oggi.
Numerose furono le difficoltà che ritardarono il compimento dell’edificio e fecero salire la spesa prevista, da 4.500 a 6.400 scudi. Le sottoscrizioni non bastavano per coprire l’importo e due interventi furono fondamentali per la raccolta di fondi. 
In primis i delegati concessero al reverendo Robbins di prendere in prestito qualsiasi somma necessaria fino alla concorrenza di 3000 scudi per ultimare il progetto inclusi i fondi per l’arredamento interno. 
Fondamentale fu poi l’apporto economico ricavato dalle vendite del libro Letters from the bye-ways of Italy, scritto da Elisabeth Stisted stessa; il volume presenta 32 lettere che trattano sia la storia di Lucca sia la vita a Bagni di Lucca, tra usi e costumi. Il libro presentava anche delle illustrazioni a opera del Colonnello Stisted e fruttò alla causa 900 scudi, fondamentali per il pagamento dei debiti. Thomas Adolphus Trollope, in What I Remember (1887), definisce Elisabeth Clotilde Stisted “The Quenn of the Bath”, proprio per il suo impegno e dedizione per la comunità inglese del territorio lucchese.
L’elenco dei sottoscrittori vede anche la regina Vittoria e l'allora vescovo di Gibilterra.
I lavori, comprensivi di appartamento annesso per il sacerdote, vennero ultimati nell’estate del 1841 e la chiesa venne aperta al culto.
L’ultimazione della chiesa fu seguita dalla apertura di un cimitero di religione anglicana, inaugurato nel 1842, dove sono sepolte figure di rilievo, come la scrittrice Luisa De La Ramée, meglio conosciuta come Ouida, e Rose Elizabeth Cleveland, sorella del 22º e 24º presidente degli Stati Uniti, e i coniugi Stisted stessi.

## Evoluzione e gestione
Dopo l’apertura la chiesa ospitò funzioni religiose ogni anno dalla prima domenica dopo il 15 maggio alla seconda domenica di ottobre: le funzioni venivano celebrate la domenica, al mattino e alla sera, e talvolta anche durante i giorni feriali. Chiesa e cimitero, in un primo momento sotto la giurisdizione del Vescovo di Londra, passarono nel 1843 sotto quella del Vescovo di Gibilterra. Nello stesso anno, il Reverendo Robbins fu sostituito, a causa del suo trasferimento da Pisa a Firenze, dal Reverendo Auriol Baker. 
La Congregazione anglicana di Bagni di Lucca, si impegnò, anche dopo aver pareggiato il bilancio, per trovare i fondi con cui pagare il cappellano e far fronte alle spese di mantenimento. Tale congregazione ebbe un suo regolamento, stipulato l’8 luglio 1844, composto da 29 articoli, distribuiti in 5 capitoli. L’Assemblea generale era costituita da 12 membri, eletti a vita, che avevano il compito di riunirsi almeno due volte l’anno, il secondo lunedì di giugno e di settembre. I delegati, anch’essi eletti a vita e in numero obbligatoriamente compreso tra tre e cinque, dovevano sottoporre all'Assemblea Generale un rapporto sull’attività svolta nel corso dell’anno. Ogni anno venivano inoltre eletti due sovrintendenti, incaricati degli affari secolari, anch’essi impegnati a rendicontare periodicamente all’Assemblea. Uno dei due sovrintendenti era scelto dall’Assemblea stessa, l’altro dal Cappellano e nessuno dei due poteva ricoprire una doppia carica come delegato. Il Cappellano era a sua volta nominato dai delegati, previa riunione dell’Assemblea per fissarne lo stipendio e con nomina ratificata necessariamente dal Vescovo di Gibilterra. Dai verbali risulta che per la nomina del cappellano veniva indetto un vero e proprio concorso, con regolamento diffuso anche per mezzo della stampa. Dal 1848 in poi le entrate furono sempre superiori alle uscite, tanto da costituire anche un fondo di riserva, affidato al console inglese di Firenze. Il pastore abitava a Bagni di Lucca durante l’estate e questa consuetudine rimase fino al 1936, quando il Reverendo Percy Graham Howes cessò di officiare e la chiesa fu chiusa al culto. 
Nella chiesa si attestano celebrati 43 battesimi; il primo ad essere stato battezzato fu un certo Williams Charles Lowdes, di Bombay, in data 18 settembre 1844; l’ultimo il soldato Williams Cecil Jones, gallese di Tredegar, il 22 ottobre 1944.
La Congregazione, proprietaria dell’immobile, dopo circa 40 anni dalla chiusura decise di vendere l’edificio. La parte adibita ad appartamenti fu ceduta a privati mentre la chiesa, con annessa sacrestia, fu comprata dall’Amministrazione Comunale di Bagni di Lucca con delibera e atto del 30 marzo 1976.

### Biblioteca Comunale

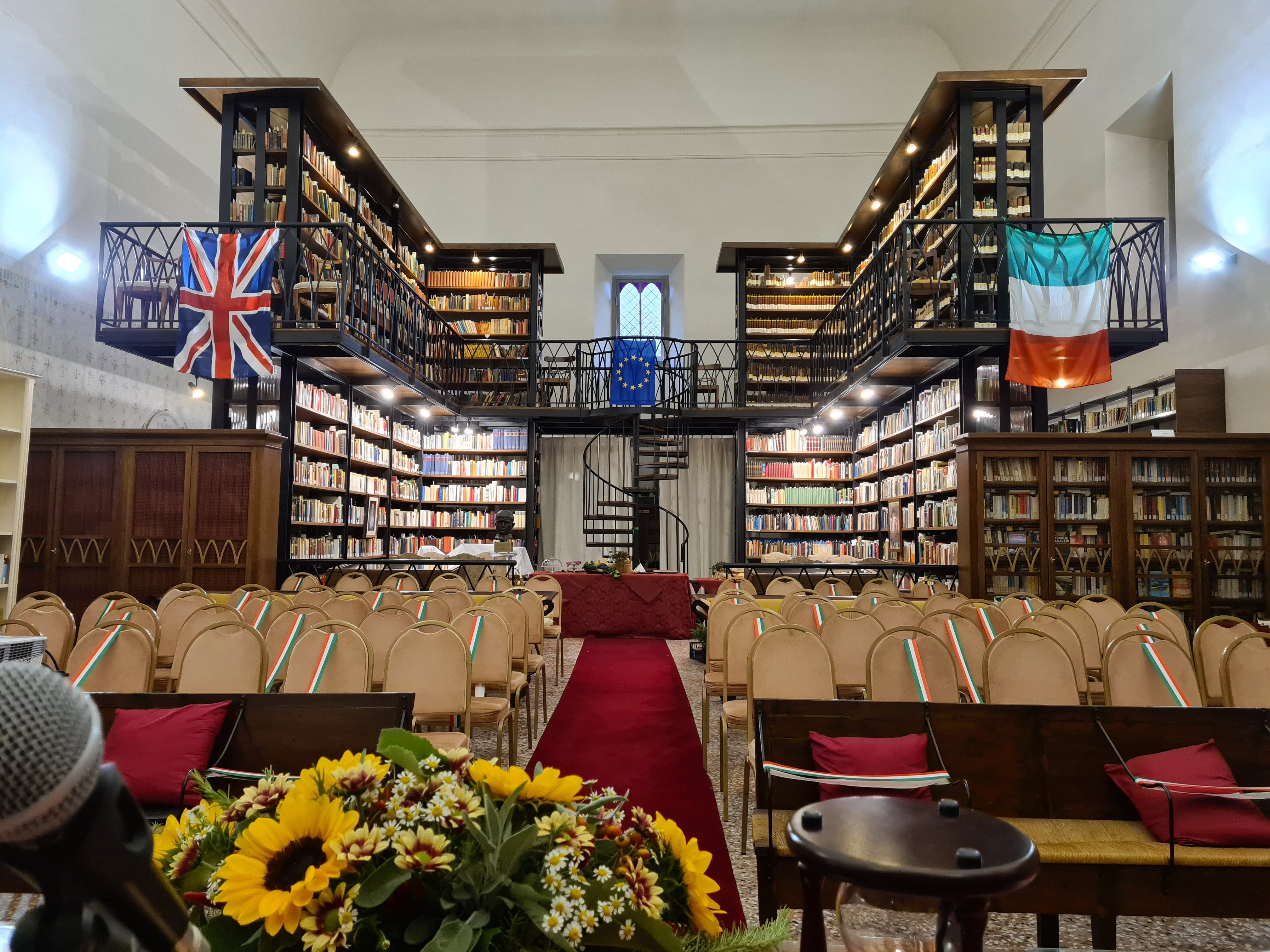
Interno della Chiesa Anglicana ad oggi con parte del fondo librario

A oggi la Chiesa Anglicana è sede della Biblioteca Comunale Adolfo Betti. Il nome omaggia il celebre violinista Adolfo Betti, nato e morto a Bagni di Lucca. All'interno, oltre al fondo moderno, sono conservati i circa 1.000 volumi facenti parte della biblioteca originale della Chiesa Anglicana.

#### Fondo Ian Greenlees
Il patrimonio librario della Biblioteca è arricchito dal Fondo Greenlees, il cui nome si deve al linguista e studioso inglese Ian Greenlees, che risiedette a Bagni di Lucca per parte della sua vita, collezionando, all’interno della sua abitazione, una biblioteca, donata poi al Comune di Bagni di Lucca con deliberazione del 15 luglio 1991. La donazione consiste in circa 20.000 volumi tra prosa, poesia, enciclopedie, riviste ed opuscoli. La raccolta include diversi volumi a stampa rari e preziosi nonché, per molti esemplari antichi e moderni, anche le uniche copie presenti nelle biblioteche italiane. 

#### Archivio Ian Greenlees
Oltre al complesso librario, è conservato presso la Biblioteca Comunale l'Archivio Ian Greenlees: una raccolta di scritture, principalmente lettere, prodotte dallo stesso Greenlees durante lo svolgimento delle proprie attività professionali. 
Fino al 2013, la documentazione era depositata presso l’Archivio Storico Comunale di Bagni di Lucca, al quale era giunta a seguito dell’esecuzione del legato testamentario di Ian Greenlees, con accettazione da parte del Consiglio Comunale in data 15 luglio 1991, assieme al fondo librario. Trasferito nel 2013 nei locali della Biblioteca Comunale, l’archivio è stato oggetto di numerose operazioni: a un primo elenco di consistenza che evidenziava 147 unità di cui oltre 50 riconducibili nell’immediato alla figura di Ian Greenlees, è seguito lo studio della documentazione che ha poi ricondotto ulteriori cartolari al diplomatico inglese mentre la rimanente parte di documenti è andata a costituire il fondo privato dell’amico Robin Chanter e della moglie di lui Laura Buchan. A seguito di due ulteriori ritrovamenti nei depositi comunali, l’archivio si è arricchito di 12 faldoni.
La documentazione risulta suddivisa in quattro serie archivistiche: Corrispondenza, British Institute of Florence, Attività culturale e Amministrazione. L’Attività culturale si riferisce soprattutto alle carte prodotte in occasione di convegni, eventi e manifestazioni, nonché alla produzione di una autobiografia ancora inedita. Nella serie relativa al British Institute of Florence trovano posto carte riguardati l’attività di Ian Greenlees nel ruolo di direttore dell’Istituto (1958-1981), in particolare circolari, qualche lettera e notizie relative all’organizzazione dei Meeting Board; vi sono poi anche gli appunti per la pubblicazione degli annuali Report. Nell’Amministrazione è inserita, invece, la documentazione prodotta per la gestione e il controllo del patrimonio personale. La serie più corposa è quella della Corrispondenza. Nelle 35 buste che compongono la serie Corrispondenza trovano posto 2.138 fascicoli, per un totale di 11.671 lettere scambiate da Ian Greenlees con i suoi numerosi colleghi, amici e conoscenti, in un periodo compreso tra l’8 luglio 1927 e il 20 maggio 1988. Le lettere, inserite inizialmente in grandi raccoglitori ad anelli, si presentavano in un sommario ordine cronologico secondo un sistema di protocollo elementare: sulle minute Greenlees e le segretarie apponevano la sigla IG/PER (Ian Greenlees/Personale), un sistema che però era utilizzato per il solo uso interno (la segretaria poteva così distinguere le lettere da battere a macchina e da inviare).